# A Scruff At Heart
A Scruff At Heart är Gilbert O'Sullivans femtonde studioalbum, utgivet i 25 oktober 2006 i Japan. Albumet är producerat av Gilbert O'Sullivan.

## Låtlista
1. Take Your Foot Off My Toe
2. A Proper Fool
3. My Place Or Yours
4. Don't Let It Get To You
5. You Can't Con-crete
6. Taking Sides
7. I'm In Love With Love (Again)
8. Force Of Habit
9. One Door Closes
10. Just So You Know
11. Let's Not Go There
12. Can't Say Fairer Than That
13. Love You Out Of Trouble
14. I Know What I Would Do

Samtliga låtar är skrivna av Gilbert O'Sullivan